# Premuda (isla)
La Isla Premuda (en croata: Otok Premuda) es una pequeña isla en Croacia, en la costa norte del Adriático. Pertenece a las islas del norte del Dalmacia que están situadas al noroeste del condado de Zadar central. Premuda es de aproximadamente 10 km de largo, de hasta 1 km de ancho, y tiene una superficie de 9,2 kilómetros cuadrados. Está situada al suroeste de Silba y al noroeste de Skarda y es la última isla antes de la costa italiana.
La ciudad de Premuda tiene alrededor de 50 habitantes, pero la población varía mucho durante la temporada de verano.La población de Premuda cultiva aceitunas y cría ovejas, aunque en los últimos años se han involucrado en el turismo. Hay tres restaurantes en la isla. 